# Publio Cornelio Escipión Salvitón
Publio Cornelio Escipión Salvitón (en latín, Publius Cornelius Scipio Salvito) fue un político y militar romano de la república tardía. 

## Orígenes y familia
Fue miembro de la gens Cornelia y un pariente de Escipión Africano, el general romano que derrotó a Aníbal. Salvitón fue el segundo marido de Escribonia, que después sería la esposa de Octavio Tuvo con Escribonia dos hijos, un hijo llamado Cornelio Escipión, cónsul en el año 16 a. C.. y una hija Cornelia Escipión que se casó con Paulo Emilio Lépido, cónsul en 34 a. C. y censor con Lucio Munacio Planco en 22 a. C.. 

## Carrera
Su ascendencia es incierta, y no tenemos mayores detalles de su vida. Suetonio señala que todos los maridos de Escribonia, antes de que ella se casara con Augusto, eran hombres de rango consular. 
Al ser Salvitón un simpatizante de Pompeyo, César lo remplazó por Tiberio Claudio Nerón para el sacerdocio, debido al éxito de Claudio Tiberio en la guerra de Alejandría. 
Durante la guerra civil entre Pompeyo y César, Salvitón se trasladó al norte de África para ayudar a otro de los aliados de Pompeyo, el rey Juba I de Numidia. En la batalla de Tapso, el rey Juba, Metelo Escipión y sus legiones fueron derrotados por César. Después de esta derrota, el rey Juba se suicidó y Numidia en el año 46 a. C. se convirtió en la provincia romana de Africa Nova. Por su parte, Salvitón se entergó al dictador y fue perdonado y él y su familia regresaron a Roma.
En el año 40 a. C. se vio obligado a divorciarse de su esposa Escribonia con objeto de que Sexto Pompeyo pudiera firmar una alianza con Octavio, ya que era hermana de su suegro, Lucio Escribonio Libón.